# Bertie the Brain
Bertie the Brain (з англ. Мозок Берті) — одна з перших відеоігор в історії, яку створив Джозеф Кейтс у Торонто для Канадської національної виставки 1950 року. Комп'ютер заввишки чотири метри, на якому відвідувачі виставки могли зіграти в хрестики-нулики проти штучного інтелекту. Гравець уводив хід за допомогою підсвічуваної клавіатури у формі сітки три на три, а сама гра проходила на сітці з ламп, розташованій вище. Можна було налаштувати рівень складності. Після двох тижнів, проведених на виставці з ініціативи Rogers Majestic, гру розібрали й забули.
Кейтс побудував гру для демонстрації винайденої ним мініатюрної версії електронної лампи, яка не набула застосування, оскільки незабаром комп'ютери перейшли на транзистори, а проблеми з патентом не дали змоги лампам Кейтса на той час поширитися за межі Bertie. Bertie the Brain вважають однією з перших відеоігор, і, ймовірно, вона є першою грою, що візуально відображає ігровий процес. Її створено лише через три роки після винаходу ракетного симулятора, першої інтерактивної електронної гри. З іншого боку, використання для візуального відображення ігрового процесу замість екрана ламп суперечить деяким визначенням відеоігор.

## Історія
Bertie the Brain — відеогра в жанрі хрестики-нулики, яку доктор Джозеф Кейтс створив у Торонто для Канадської національної виставки 1950 року. До цього Кейтс працював у Rogers Majestic, яка розробляла і складала лампи для радарів під час Другої світової війни, а після війни здобув освіту в Торонтському університеті, паралельно продовжуючи працювати в Rogers Majestic. В університеті він брав участь у складанні Електронного комп'ютера університету Торонто (UTEC) — одного з перших робочих комп'ютерів у світі. Також він розробив власну мініатюрну версію електронної лампи, запатентовану 20 березня 1951 року.
Після подання заявки на патент електронної лампи компанія попросила Кейтса скласти машину, яка б продемонструвала лампу потенційним покупцям. Кейтс розробив спеціалізований комп'ютер з використанням технології та склав його за допомоги інженерів компанії. Великий чотириметровий комп'ютер міг лише грати у хрестики-нуліки. Він стояв на Канадській національній виставці від 25 серпня до 9 вересня 1950 року. Комп'ютер, названий «Bertie the Brain» і підписаний «електронне диво від Rogers Majestic», мав успіх на виставці, зібравши велику чергу охочих пограти. Кейтс намагався бути поруч із машиною, підвищуючи чи знижуючи складність для дорослих та дітей. Збереглася фотографія американського коміка Денні Кея, який після кількох спроб здобув перемогу над машиною, зроблена журналом Life.

## Ігровий процес
Bertie the Brain — гра в хрестики-нулики, в якій гравець вибирав клітинку для наступного ходу за допомогою сітки з дев'яти підсвічуваних кнопок на піднятій панелі. Ходи з'являлися на вертикальному екрані з дев'яти великих квадратів, а також на самих кнопках завдяки вмиканню X- або O-подібних ламп на відповідних клітинках. Невдовзі комп'ютер робив свій хід. На парі знаків, розташованих праворуч від гравця, спалахував або напис «Electronic Brain» (з англ. — «електронний мозок») і знак X, або напис «Human Brain» (з англ. — «людський мозок») і знак O — так позначалося, який гравець зараз ходить. Після перемоги одного з гравців додатково спалахував напис «Won» (з англ. — «Виграв»). Bertie могла бути налаштована на кілька рівнів складності. Реакція комп'ютера на ходи гравця була майже миттєвою, а на високих рівнях складності перемогти комп'ютер було практично неможливо.

## Спадщина
Після виставки Bertie розібрали й забули. За словами Кейтса, він працював одночасно над такою великою кількістю проектів, що в нього не залишалося часу та енергії для того, щоб зберегти Bertie, попри її значущість. Хоча Bertie стала першою реалізованою відеогрою — їй передували лише теоретичні шахові програми, — і навіть був огляд у статті журналу Life, її практично повністю забули й не згадували навіть у книгах з історії відеоігор. Основною метою створення Bertie було просування винайденої Кейтсом електронної лампи, проте через відсутність практичного застосування цієї технології мети досягнуто не було. До моменту, коли Rogers Majestic домовилася з Кейтсом про розробку робочої моделі для виставки, він працював над лампами протягом року і розробив кілька версій, тому команда розробників із Торонтського університету вирішила, що робота велася надто повільно, щоб використати лампи в UTEC.
Попри зацікавленість інших фірм щодо ламп Кейтса, складнощі з отриманням патенту перешкоджали використанню ламп за межами Канади аж до 1955 року, а патент у США отримано лише в березні 1957 року — через 6 років після подання заявки. На той час актуальність дослідження та використання ламп швидко зменшувалась через розвиток транзисторів, що завадило відтворенню Bertie або подібних машин. Кейтс досяг видатних успіхів у кар'єрі інженера в Канаді, проте ніколи не повертався до роботи над електронними лампами або відеоіграми.
Bertie створено лише через три роки після винаходу в 1947 році першої інтерактивної електронної гри — ракетного симулятора. На той час було розроблено кілька невізуальних ігор для дослідницьких комп'ютерів наприклад, шахові програми Алана Тюрінга і Дитриха Принза для Ferranti Mark 1 у Манчестерському університеті. Проте Bertie стала першою грою на основі комп'ютера з візуальним відображенням ігрового процесу. Bertie, залежно від визначення терміна «відеогра», іноді називають першою відеогрою у світі. Згаданий ракетний симулятор був повністю аналоговою електричною грою, і хоча Bertie не мала електронного дисплея, вона працювала на комп'ютері. Іншу гру — Nimrod, засновану на комп'ютері спеціального призначення, побудовано 1951 року. А перші програмні ігри — хрестики-нулики OXO і шашки Крістофера Стрейчі — створено тільки 1952 року, але вони стали першими іграми, що використовують для візуального відображення ігрового процесу електронний дисплей, а не лампи.